# رابرت دیویلدر
رابرت دیویلدر (انگلیسی: Robert Dewilder؛ زادهٔ ۶ مارس ۱۹۴۳) بازیکن فوتبال اهل فرانسه است.
از باشگاه‌هایی که در آن بازی کرده‌است می‌توان به آ.اس موناکو و باشگاه فوتبال سوشو اشاره کرد.